# Natação artística no Campeonato Europeu de Esportes Aquáticos de 2021 - Rotina livre dueto misto
A prova da rotina livre dueto misto da natação artística no Campeonato Europeu de Esportes Aquáticos de 2021 ocorreu nos dias 14 de maio na Arena Danúbio, em Budapeste na Hungria.

## Calendário
| Fase  | Data       | Hora  |
| ----- | ---------- | ----- |
| Final | 14 de maio | 10:10 |

Todos os horários estão no horário local (UTC+1)

## Medalhistas
| Ouro                                          | Prata                             | Bronze                                     |
| Rússia · Olesia Platonova · Aleksandr Maltsev | Espanha · Emma García · Pau Ribes | Itália · Isotta Sportelli · Nicolò Ogliari |

## Final
Esse foi o resultado da final.
| Pos.              | Nacionalidade | Nadadores                          | Pontos   | Pontos    | Pontos    | Pontos  |
| Pos.              | Nacionalidade | Nadadores                          | Execução | Impressão | Elementos | Total   |
| ----------------- | ------------- | ---------------------------------- | -------- | --------- | --------- | ------- |
| Medalha de ouro   | Rússia        | Olesia Platonova Aleksandr Maltsev | 28,3000  | 37,7333   | 27,9000   | 93,9333 |
| Medalha de prata  | Espanha       | Emma García Pau Ribes              | 25,1000  | 35,3333   | 26,1000   | 86,5333 |
| Medalha de bronze | Itália        | Isotta Sportelli Nicolò Ogliari    | 24,3000  | 33.4667   | 24,100    | 81,8667 |
| 4                 | Eslováquia    | Silvia Solymosyová Jozef Solymosy  | 22,2000  | 31,4667   | 22,5000   | 76,1667 |